# Kepervertanding

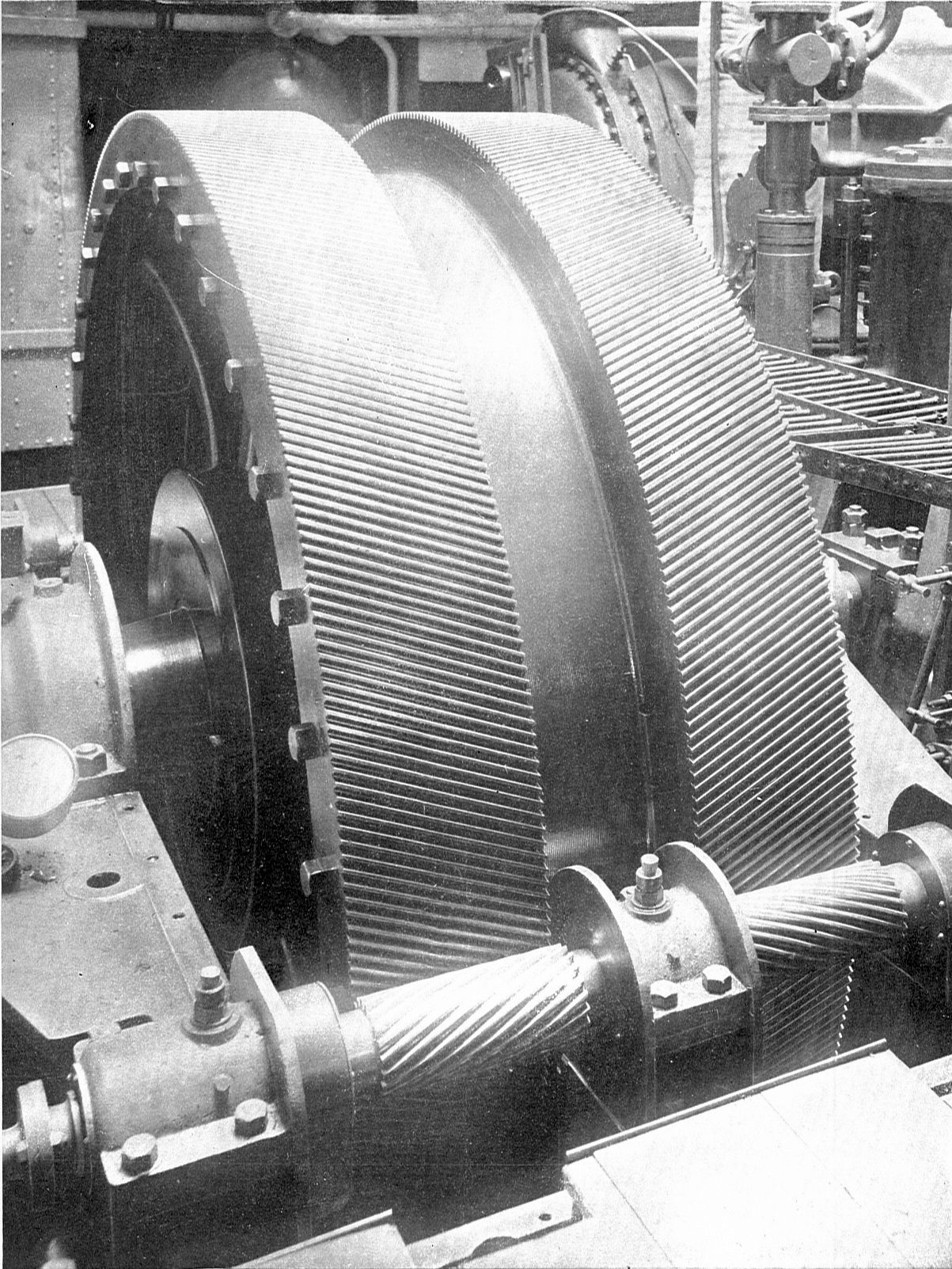
Kepervertanding in een marineschip. De as met het kleine drijfwiel komt van de sneldraaiende stoomturbine, het grote aangedreven wiel is verbonden met de schroef.

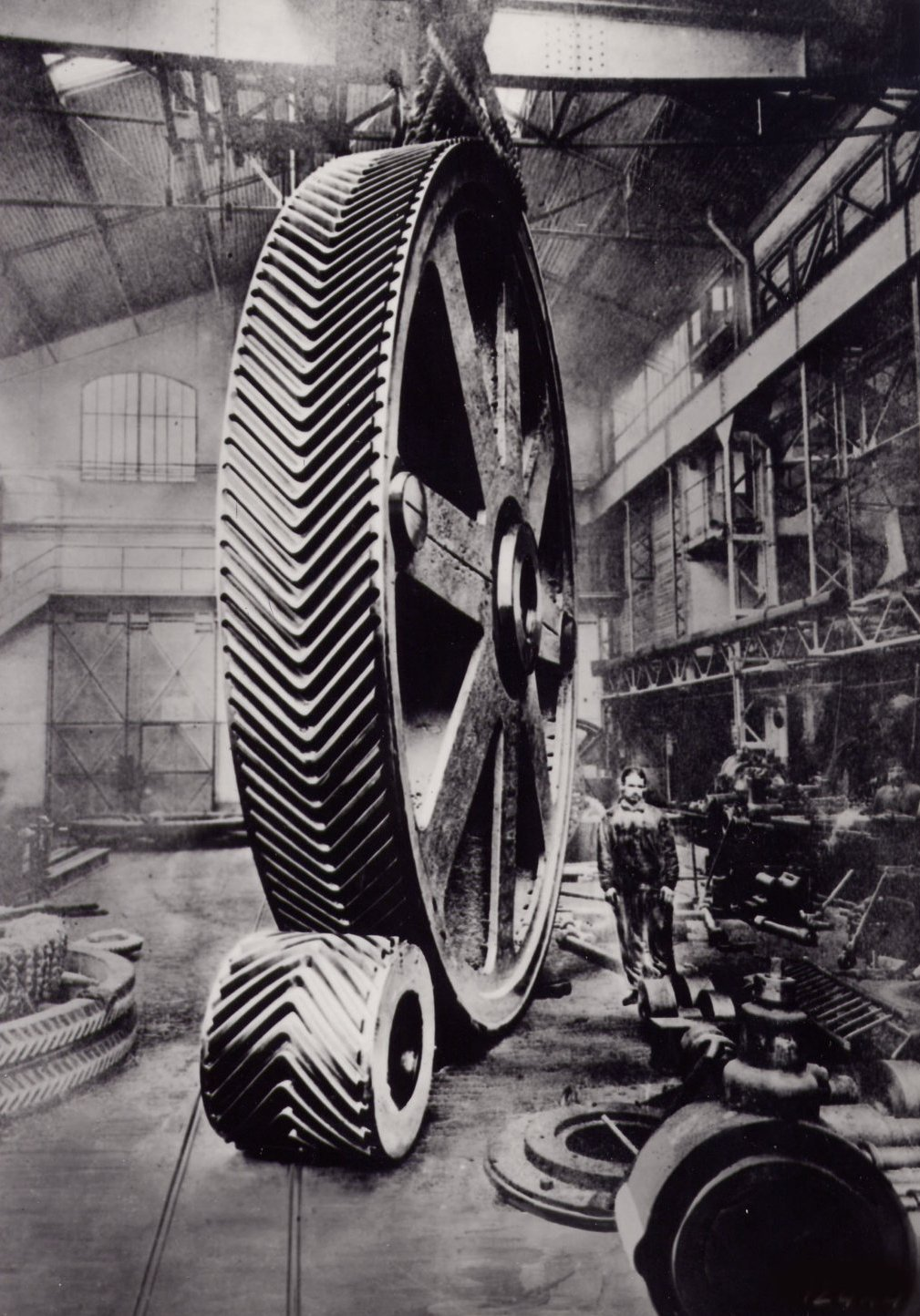
Kepervertanding

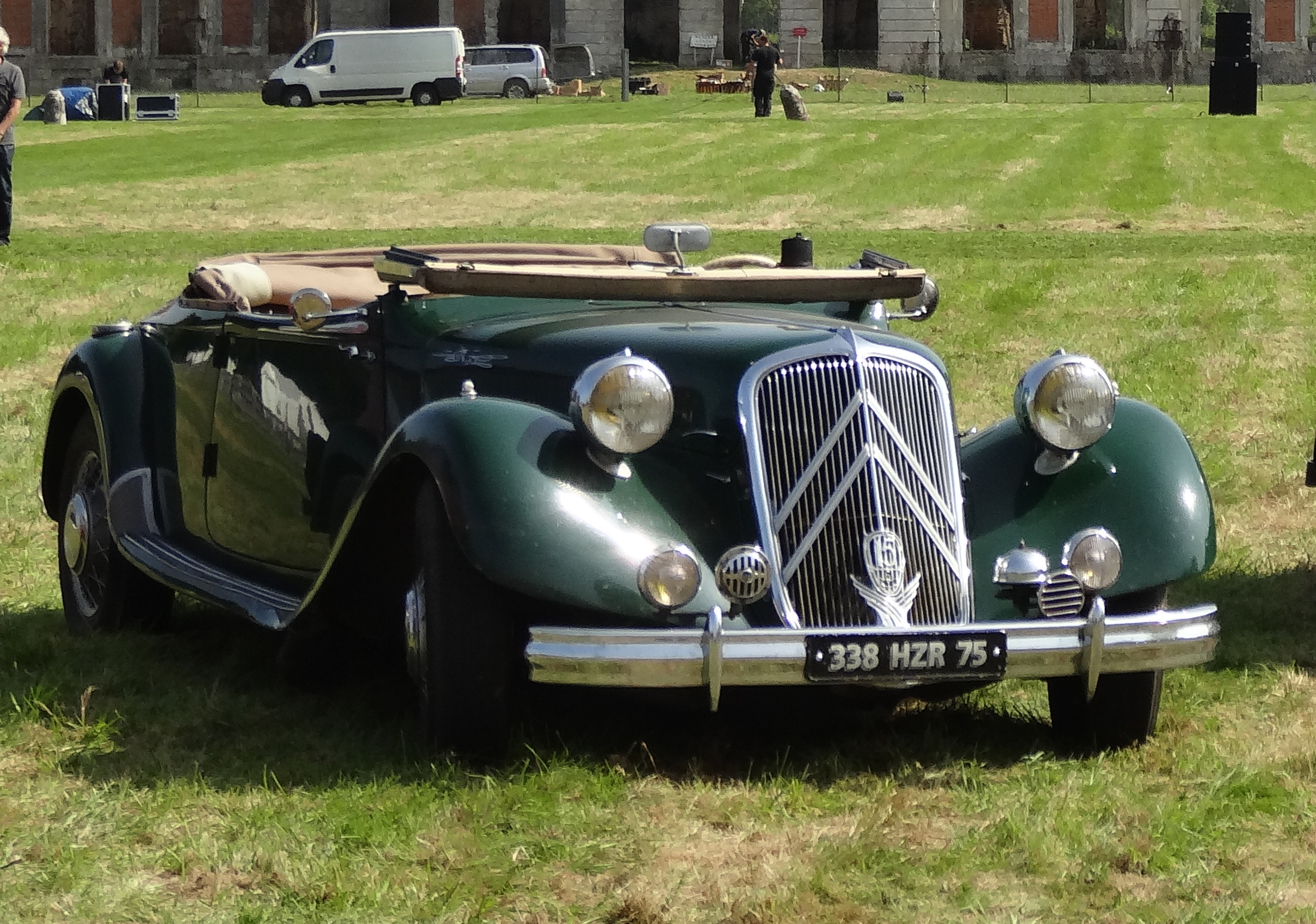
Een Citroën Traction Avant. De kepers voorop zijn bekend onder de Franse aanduiding double chevrons.

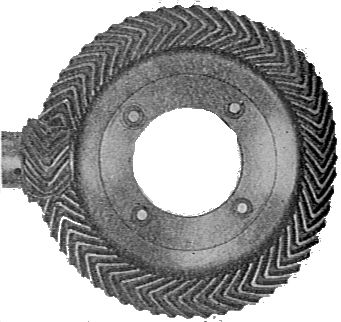
Kepertandwielen uit voor een haakse overbrenging, afkomstig uit een Citroën Type A.

Kepervertanding,  ook wel pijlvertanding, visgraatvertanding of V-vertanding genoemd, is een manier om de tanden van een tandwiel te plaatsen. De naam is ontleend aan de vorm van de tanden bij een tandwieloverbrenging. Haaks op de as van het tandwiel kijkend ziet de vertanding er V-vormig uit. 
Deze vorm van vertanding zorgt voor een overbrenging die geruisloos en trillingsvrij is. Een tandwiel in zijn basisvorm heeft rechte vertanding. De tanden van de drijvende en aangedreven as grijpen in elkaar en brengen de rotatie over van de ene op de andere as. Bij deze basisvorm staan de tanden haaks op de draairichting. Onder zware belasting, wat bijvoorbeeld voorkomt in de versnellingsbak van een auto, zouden de tanden enigszins doorbuigen. Telkens als de volgende tand de belasting overneemt zal die doorbuigen. De top van de tand buigt meer door dan de flank die dikker is. Door deze ongelijkmatige doorbuiging gedurende de aangrijping wordt het tandwiel als het ware vertraagd en weer versneld bij elke volgende tand die de belasting overneemt. De overbrenging wordt hierdoor rumoerig en gaat trillen. 
De oplossing voor dit probleem is schuine vertanding. Hierbij wordt de kracht door meerdere tanden tegelijk gelijkmatig overgenomen. Het nadeel van schuine vertanding is dat de tandwielen en dus ook de assen een zijwaartse kracht ondervinden. Om dit te ondervangen wordt de pijlvertanding toegepast. Dat is een vertanding in V-vorm. De zijwaartse krachten heffen elkaar op en de overbrenging is geruisloos en trillingsvrij.

## Uitvinding
De pijlvertanding is uitgevonden door André Citroën, wiens autofabriek voortgekomen is uit de tandwielfabriek Société des engrenages Citroën. De kepervorm is terug te vinden in het logo van zijn automerk Citroën. Al in zijn eerste auto, de Type A, gebruikte hij kepertandwielen om een haakse overbrenging te realiseren, zie afbeelding.